# 马修·基尔加伦
马修·基尔加伦（英語：Matthew Kilgallon，1984年1月8日—），英格蘭職業足球員，司職後衛，效力英冠球會布萊克本流浪。

## 生平
基尔加伦出身于利兹联青训系统，2004年首次代表利兹联一线队出战，被誉为“小伍德盖特”。
基尔加伦于2007年1月8日转会至英超谢菲尔德联，转会费总额200万英镑。2009年12月18日於季末約滿的基尔加伦拒絕球會開出的續約條件，領隊奇雲·布歷維爾（Kevin Blackwell）預計在轉會窗重開時將他出售套現，同屬英冠的紐卡素以至英超的保頓、般尼、侯城及韋根均對他表示興趣，最終在2010年1月21日加盟英超球會新特蘭，轉會金額沒有透露，簽約三年半。惟基加隆一直無法取得正選席位，加上新特蘭在夏季購入泰塔斯·布兰布尔，中堅席位競爭激烈，基加隆於2010年8月19日被外借到英冠球會米杜士堡一個球季，同樣遭受冷落，僅於季初上陣3場後便苦無機會。2011年1月12日基加隆獲得借用到另一支英冠球隊唐卡士打直到球季結束。
2013年7月8日，剛離開新特蘭的基尔加伦加盟英冠布萊克本流浪，合約為期兩年。

## 外部連結
- 足球数据库：基尔加伦的球员统计数据
- 布萊克本流浪官網 基尔加伦資料
- 基尔加伦資料 sufc.co.uk
- leedsfans.org page for Kilgallon